# Verdnou
Verdnou (inicialment anomenada Verdneda) és un grup de consum agroecològic que va començar a funcionar l'any 2003 per diverses famílies del districte de Sant Martí de Barcelona, i es va legalitzar com a entitat sense ànim de lucre un any després. Es va crear a partir de les trobades que se celebraven en un club gastronòmic, dins d'un espai ocupat al barri de la Verneda. El nombre de persones associades al llarg dels anys és oscil·lant però se situa entre les 20 i 30 unitats familiars. Aquestes famílies (auto-denominades Unitats Familiars o "UFs") consumeixen productes de temporada i conserves i altres béns de consum de productors amb certificació ecològica, de proximitat i d'iniciatives que respectin el comerç just.
Molts dels membres inicials estaven vinculats d'alguna manera a l'educació o a espais socials del barri de la Verneda i de Poblenou, i s'interessaven per aspectes socials i mediambientals. Per aquest motiu, als llarg dels anys les causes reivindicatives relacionades amb l'educació també han sigut d'interès del grup.